# Karl Zischek
Karl Zischek (28 d'agost de 1910 - 6 d'octubre de 1985) fou un futbolista austríac de la dècada de 1930.
Fou internacional amb Àustria, amb la qual participà en la Copa del Món de 1934. Fou jugador del Wacker Viena.